# ハスバナン
ハスバナン(Hasubanan)は、C16H21Nの分子式を持つアルカロイドである。総称してハスバナンと呼ばれる分類のアルカロイドの骨格となっている。構造的には、アヘン系アルカロイドの中心骨格であるモルフィナンと類似している。